# یواس‌اس منوکت (وای‌تی‌بی-۲۵۶)
یواس‌اس منوکت (وای‌تی‌بی-۲۵۶) (به انگلیسی: USS Menoquet (YTB-256)) یک کشتی بود که طول آن ۱۱۰ فوت ۰ اینچ (۳۳٫۵۳ متر) بود. این کشتی در سال ۱۹۴۴ ساخته شد.